# 다이하이드로바이오프테린
다이하이드로바이오프테린(영어: dihydrobiopterin, BH2)은 L-도파, 도파민, 노르에피네프린, 에피네프린의 합성 과정에서 생성되는 프테리딘 화합물이다. 다이하이드로바이오프테린은 6,7-다이하이드로프테리딘 환원효소에 의해 보조 인자인 테트라하이드로바이오프테린으로 전환된다.

## 같이 보기
- 프테리딘
- 테트라하이드로바이오프테린